# IC 1911
IC 1911 — галактика типу NF (в процесі підтвердження) у сузір'ї Персей.
Цей об'єкт міститься в оригінальній редакції індексного каталогу.